# Vakuumgießen
Das Vakuumgießen ist ein weit verbreitetes Gießverfahren zur schnellen und kostengünstigen Vervielfältigung von Urmodellen/Prototypen, von denen schwerpunktmäßig Abgüsse/Kleinserien aus kunststoffartigen Werkstoffen hergestellt werden sollen. Bei dieser Methode erfolgt die Vervielfältigung eines zuvor mittels verschiedenen Verfahren hergestellten Urmodells (z. B. durch 3D-Druck oder Stereolithographie) in einer Silikonkautschuk-Form. Hierbei findet das Abgießen in einer Vakuumgießmaschine statt, um Lufteinschlüsse im Abgussteil zu vermeiden.
Das Vakuumgießen ist Teil einer Reihe von Verfahren, welche unter dem Überbegriff „Rapid Prototyping“ zusammengefasst sind.
Es wird von spezialisierten Zulieferbetrieben und Fachabteilungen in Vakuumgießanlagen (weit verbreitet) oder (seltener) mittels „Rapid-Injektor“-Anlagen durchgeführt.
Für die mit Hilfe des Vakuumgießens herzustellenden Abgüsse stehen derzeit folgende Materialien zur Verfügung:
- Gießharze auf 2K-Polyurethan-Basis; (Kunststoffe) auf 3K-Polyamid-Basis;
- Schmelzfähige Wachsmaterialien (für den Einsatz als Urmodell für den Feinguss);
- Niedrigschmelzende Metalllegierungen.

## Prozess
Die Basis für die Herstellung ist das Urmodell. Nach der Festlegung von Formteilung, Anguss und Steigern wird das Urmodell in einem Rahmen fixiert. Anschließend wird der Rahmen mit flüssigem transparentem 2K-Silikonkautschuk ausgegossen, alles für kurze Zeit unter Vakuum entgast (bis Lufteinschlüsse eliminiert sind) und dann unter atmosphärischem Druck ausgehärtet (je nach Anwendungsfall auch unter Wärmeeinwirkung im Ofen). Durch die Wärme wird das Aushärten des 2K-Silikonkautschuks lediglich beschleunigt, sie ist für das Aushärten – in der Regel eine chemische Reaktion vom Typ Polyaddition – nicht zwingend erforderlich. Es sei zu bedenken, dass wärmebeaufschlagtes Aushärten von Silikon nachteilhaft sein kann, da unter Wärme ausgehärtetes Silikon signifikant schwindet – dies beeinflusst die Genauigkeit der später zu gießenden Teile durch maßliche Abweichungen oder Verzerrungen.
Nach dem Aushärten der transparenten Form wird das darin eingebettete Urmodell mittels scharfen Schneidwerkzeugen wie Skalpellen etc. freipräpariert. Das Urmodell wird entnommen und die so erhaltene Form in einem Ofen erhitzt und danach erneut geschlossen. Die erhitzte geschlossene Form wird in eine Vakuumgießmaschine verbracht und unter Vakuum mit flüssiger Harzmischung gefüllt. Nach Entnahme aus dem Vakuum wird die gefüllte Form in einen Ofen gestellt, in dem das in der Form befindliche flüssige Harz zu einer Festsubstanz aushärtet. Die so erzeugten Teile werden nach einer definierten Entformzeit aus der Form entnommen und gefinisht (d. h. verschliffen und gegebenenfalls lackiert). Anschließend steht die Form für weitere Abgüsse zur Verfügung.

## Vorteile
- kostengünstige Formherstellung
- kurzfristige Formherstellung
- Hinterschnitte herstellbar (Silikonkautschukform ist beliebig häufig teilbar, elastisch, Einsätze in der Form nutzbar)
- leichte Entformbarkeit
- hohe Vervielfältigungsgenauigkeit
- vielfältige 2K-Gießharze erhältlich, welche Serienkunststoffe simulieren wie z. B. ABS, PA, PS, PP/PE, transparentes PC + PMMA (mit optischen Kennwerten), elastomere Materialien sowie Spezialsorten.
- Nutzung von Formeinsätzen zur Verbesserung der Formteilqualität möglich
- Einbindung von Norm- und Formteilen (zum Beispiel Lagerbuchsen, Gewindebolzen) in die Kunststoffteile während des Abgussvorganges möglich

## Nachteile
- schneller Verschleiß (durchschnittlich nur 15 bis 25 Abgüsse pro Form möglich, da die verwendeten Harze unterschiedlich chemisch aggressiv auf das Silikon einwirken)
- Verarbeitungstemperatur des Materials muss durch die Silikonform realisierbar sein (40 °C–70 °C bei PUR-Vakuumgießharzen)
- Probleme beim Herstellen von Formelementen mit sehr großer Höhe im Verhältnis zum Querschnitt (zum Beispiel schlanke Bohrungen), sofern keine Vakuumgießmaschine mit Differenzdruckausrüstung verwendet wird.
- Entsorgung der verbrauchten Formen aus polyadditionsvernetzendem Silikon ist eigentlich unproblematisch, da es sich bei diesem Werkstoff um ein chemisch nicht reaktives (inertes) Material handelt.
- Hohlkörper nur mit Hilfe spezieller Kerne (im Ausschmelzverfahren) herstellbar

Die Effektivität des Verfahrens kann durch die gleichzeitige Abformung von mehreren Teilen in einer Form (Mehrfachform) erhöht werden oder nach Möglichkeit durch Wahl eines PUR-Gießharzes mit weniger aggressiver Wirkung auf das Formsilikon bzw. durch Verwendung von Formtrennspray auf Wachsbasis.
Anwendungsgebiet für das Vakuumgießen ist die Herstellung von Kleinserien- und Prototypenserien innerhalb der Prozesskette (Rapid Product Development).